# Mio Ōtani
Mio Ōtani (jap. 大谷 未央, Ōtani Mio; * 5. Mai 1979 in Kōka) ist eine ehemalige japanische Fußballspielerin.

## Karriere

### Verein
Sie begann ihre Karriere bei Tasaki Perule FC, wo sie von 1998 bis 2008 spielte. Sie trug 2003 zum Gewinn der Nihon Joshi Soccer League bei. 2008 beendete sie Spielerkarriere.

### Nationalmannschaft
Im Jahr 2000 debütierte Ōtani für die japanischen Nationalmannschaft. Sie wurde in den Kader der Weltmeisterschaft der Frauen 2003, 2007 und Olympischen Sommerspiele 2004 berufen. Insgesamt bestritt sie 73 Länderspiele für Japan.

## Errungene Titel

### Mit Vereinen
- Nihon Joshi Soccer League: 2003

### Persönliche Auszeichnungen
- Nihon Joshi Soccer League Bester Spieler: 2003
- Nihon Joshi Soccer League Torschützenkönig: 2001, 2002, 2003, 2005
- Nihon Joshi Soccer League Best XI: 2001, 2002, 2003, 2004, 2005, 2006